# Calle Halfvarsson
Carl-Christian Halfvarsson –conocido como Calle Halfvarsson– (Falun, 17 de marzo de 1989) es un deportista sueco que compite en esquí de fondo.
Ganó tres medallas en el Campeonato Mundial de Esquí Nórdico entre los años 2013 y 2017. Participó en dos Juegos Olímpicos de Invierno, en los años 2014 y 2018, ocupando el cuarto lugar en Pyeongchang 2018, en la prueba de velocidad por equipo.

## Palmarés internacional
| Campeonato Mundial | Campeonato Mundial     | Campeonato Mundial | Campeonato Mundial |
| Año                | Lugar                  | Medalla            | Prueba             |
| ------------------ | ---------------------- | ------------------ | ------------------ |
| 2013               | Val di Fiemme (Italia) | Medalla de plata   | Relevo 4 × 10 km   |
| 2015               | Falun (Suecia)         | Medalla de plata   | Relevo 4 × 10 km   |
| 2017               | Lahti (Finlandia)      | Medalla de bronce  | Relevo 4 × 10 km   |